# غروب مزدوج
غروب الشمس المزدوج هو ظاهرة جغرافية  نادرة، حيث تغرب الشمس مرتين في نفس المساء من مكان معين.
وترتبط هذه الظاهرة تقليديا مع بلدة ليك، في ستافوردشاير.